# Sauðhamarstindur
Sauðhamarstindur är en bergstopp i republiken Island. Den ligger i regionen Austurland, 300 km öster om huvudstaden Reykjavík. Toppen på Sauðhamarstindur är 1 315 meter över havet.
Trakten runt Sauðhamarstindur är nära nog obefolkad, med mindre än två invånare per kvadratkilometer. Det finns inga samhällen i närheten. Trakten runt Sauðamarstindur består i huvudsak av gräsmarker.